# Boeing

Souboj Airbus-Boeing: Objednávky letadel 2002–2005

Boeing (oficiálním označením The Boeing Company) je jeden z dvou největších světových výrobců letecké techniky na světě a též největším americkým exportérem. Operuje celosvětově, ale sídlo má v Chicagu v americkém státě Illinois. S výnosy kolem 30 mld. dolarů za prodej zbraní je tato nadnárodní společnost třetí v pořadí zbrojních dodavatelů na světě, na rozdíl od ostatních ale zbraně a vojenská technika Boeingu zajišťuje zhruba polovinu příjmů.
V roce 1997 se Boeing sloučil s americkým výrobcem letadel McDonnell Douglas. Stále soupeří s evropským Airbusem. Rozdíl mezi Boeingem a Airbusem je především v názoru na vztah pilot-počítač. Airbus upřednostňuje řízení letadla počítačem. Boeing spoléhá na piloty.[zdroj?]

## Historie

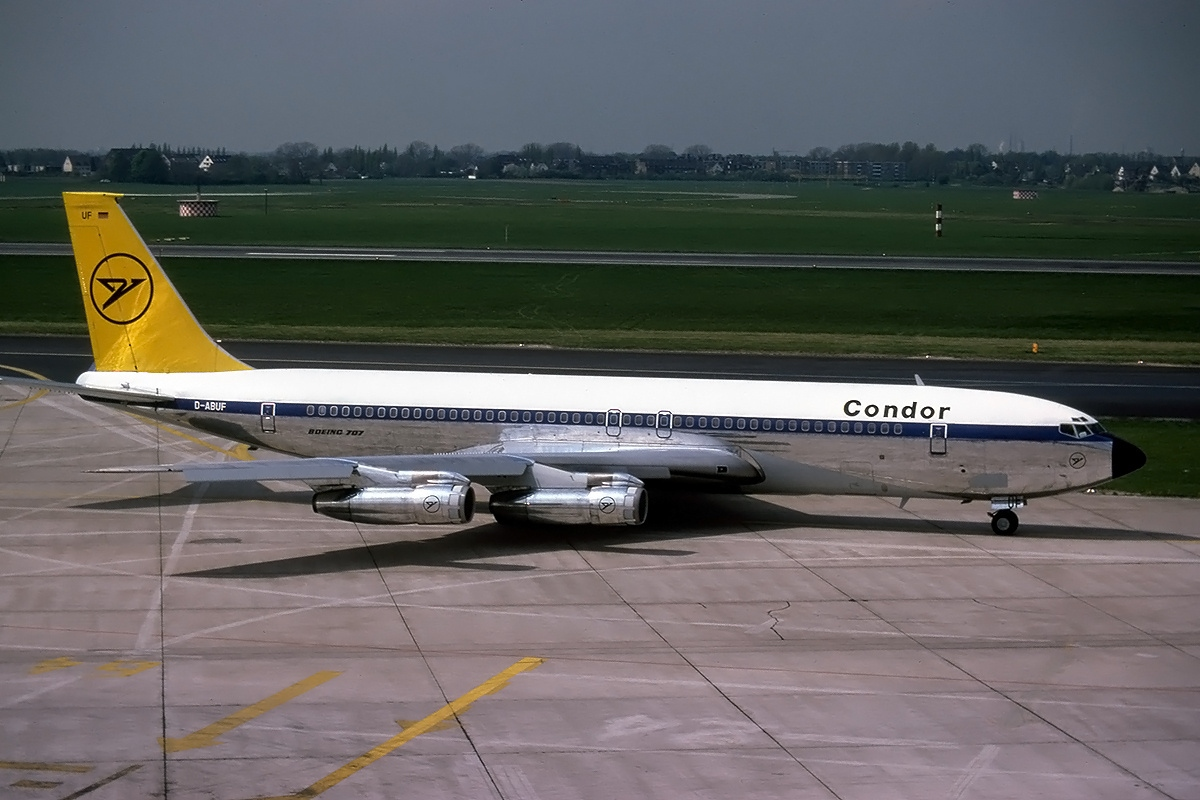
Boeing 707-330B německé letecké společnosti Condor Flugdienst v roce 1978

Firma B&W byla založena Williamem Edwardem Boeingem a fregatním kapitánem G. C. Westerveltem roku 1916 v Seattlu. Krátce po založení byla přejmenována na Pacific Aero Products Company a jméno Boeing Airplane Company si osvojila 26. dubna 1917. V tomto roce také získala první významnou zakázku od americké armády.
Boeing se v jedné ze svých doprovodných aktivit zajímá o osídlení Marsu. V červenci 2016 firma oslavila 100. výročí založení.
Po nehodě letu Ethiopian airlines 302 v březnu 2019, která se do značné míry podobala nehodě letu Lion Air 610 v Indonésii v říjnu předchozího roku, byla všechna letadla typu Boeing 737 MAX celosvětově uzemněna. Na vině byla softwarová chyba, o které Boeing věděl více než rok.

## Civilní letadla
Boeing v současnosti vyrábí celkem 5 základních typů dopravních letounů. Nejnovější z nich jsou Boeing 747 verze -8, Boeing 787 a Boeing 737 MAX. Boeing chystá novou verzi Boeingu 777, Boeing 777X.
Boeing vyrábí nejoblíbenější letadlo světa – Boeing 737, v různých verzích ho bylo za 50 let (od roku 1967) vyrobeno přes 9 tisíc kusů.
| Typ                      | Stručný popis           | Výroba      | Dolet               | Rychlost | Maximální kapacita  |
| ------------------------ | ----------------------- | ----------- | ------------------- | -------- | ------------------- |
| Boeing 247               | 2 motory                | 1933 – 1942 | 776 km              | 250 km/h | 10 cestujících      |
| Boeing 307               | 4 motory                | 1938 – 1939 | 3846 km             | 357 km/h | 33 cestujících      |
| Boeing 377 Stratocruiser | 4 motory                | 1947 – 1954 | 6759 km             | 604 km/h | 117 cestujících     |
| Boeing 367-80            | 4 motory, vyroben 1 kus | 1954        | 5683 km             | 937 km/h | –                   |
| Boeing 707               | 4 motory, úzkotrupý     | 1958 – 1979 | 6920 km             | 972 km/h | 202 cestujících     |
| Boeing 717               | 2 motory, úzkotrupý     | 1998 – 2006 | 2645 km             | 917 km/h | 106 cestujících     |
| Boeing 727               | 3 motory, úzkotrupý     | 1963 – 1984 | 3056 km             | 926 km/h | 131 cestujících     |
| Boeing 737               | 2 motory, úzkotrupý     | 1967 – nyní | 4996 km (737-900ER) | 978 km/h | 85–215 cestujících  |
| Boeing 747               | 4 motory, širokotrupý   | 1968 – 2023 | 14819 km (747-8I)   | 988 km/h | 467–605 cestujících |
| Boeing 757               | 2 motory, úzkotrupý     | 1982 – 2004 | 7222 km             | 851 km/h | 200 cestujících     |
| Boeing 767               | 2 motory, širokotrupý   | 1982 – nyní | 11065 km            | 913 km/h | 180–375 cestujících |
| Boeing 777               | 2 motory, širokotrupý   | 1994 – nyní | 14100 km            | 945 km/h | 301–550 cestujících |
| Boeing 787               | 2 motory, širokotrupý   | 2009 – nyní | 15750 km            | 903 km/h | 210–330 cestujících |

### Uživatelé v Česku
Z českých leteckých společností k roku 2019 provozuje letouny Boeing společnost – SmartWings (jedná se o typ Boeing 737 a 737 MAX). Ve verzi businessjet vlastnil Boeing 737-700 také Petr Kellner. V minulosti v Česku Boeingy 737 provozovaly například České aerolinie či Czech Connect Airlines.

## Vojenská technika a vesmír
Boeing mj. vyrábí vojenské letouny McDonnell Douglas F-15E Strike Eagle, Boeing EA-18G Growler, Boeing F/A-18E/F Super Hornet a Boeing MQ-25 Stingray, či helikoptéry Hughes AH-64 Apache, Boeing CH-47 Chinook a Bell Boeing V-22 Osprey.
Divize vesmírné techniky mj. vyrábí satelity, vyvíjí kosmickou loď CST-100 a vyrábí bezpilotní kosmický raketoplán Boeing X-37. Boeing je členem společného podniku (joint venture) United Launch Alliance, který provozuje nosné rakety Atlas V, Delta II a Delta IV.